# Marijonas Petravičius
Marijonas Petravičius, né le 24 octobre 1979 à Šilalė, est un basketteur lituanien.

## Biographie
Marijonas Petravičius remporte son premier trophée sur la scène européenne en remportant la FIBA Europe Cup 2004, compétition dont il termine MVP du Final Four.
En 2006, il rejoint le club de Lietuvos rytas et pour sa première saison, il aide son club à atteindre la finale de la Coupe ULEB, compétition où s'incline face à Real Madrid. La saison suivante, le club lituanien dispute la compétition la plus importante en Europe, l'Euroligue 2008. Après un premier tour terminé à la première, le club échoue lors du Top 16 dans sa tentative de se qualifier pour les quarts de finale.
Pour la saison 2008-2009, le Lietuvos évolue sur la scène européenne dans la deuxième compétition en Europe, la ULEB Eurocup. Lors du « Final Eight », Lietuvos élimine le Benetton Trevise, puis Hemofarm et remporte la finale face au club russe de Khimki Moscou Region. Marijonas Petravičius est pour sa part nommé MVP du Final Eight.

## Palmarès

### Club
compétitions internationales 
- Vainqueur de l'ULEB Eurocup 2009
- Vainqueur de la FIBA Europe Cup 2004
- Vainqueur de la Ligue baltique 2006, 2007
- Finaliste de la Ligue baltique 2008

 compétitions nationales 
- champion de Lituanie 2006
- Vice-champion de Lituanie 2007, 2008
- Vainqueur de la Coupe de Lituanie 2009

### Sélection nationale
Jeux olympiques d'été
- 4e des Jeux olympiques de 2008 à Pékin,  Chine

## Distinction personnelle
- MVP du Final Four de FIBA Europe Cup 2004
- MVP du Final Eight de la ULEB Eurocup 2009